# Baudrecourt (Moselle)
Pour les articles homonymes, voir Baudrecourt.
Baudrecourt est une commune française, située dans le département de la Moselle, en région Grand Est.
La commune est principalement connue pour son raccordement ferroviaire, qui marqua jusqu'en 2016 la fin de la ligne TGV Est.

## Géographie

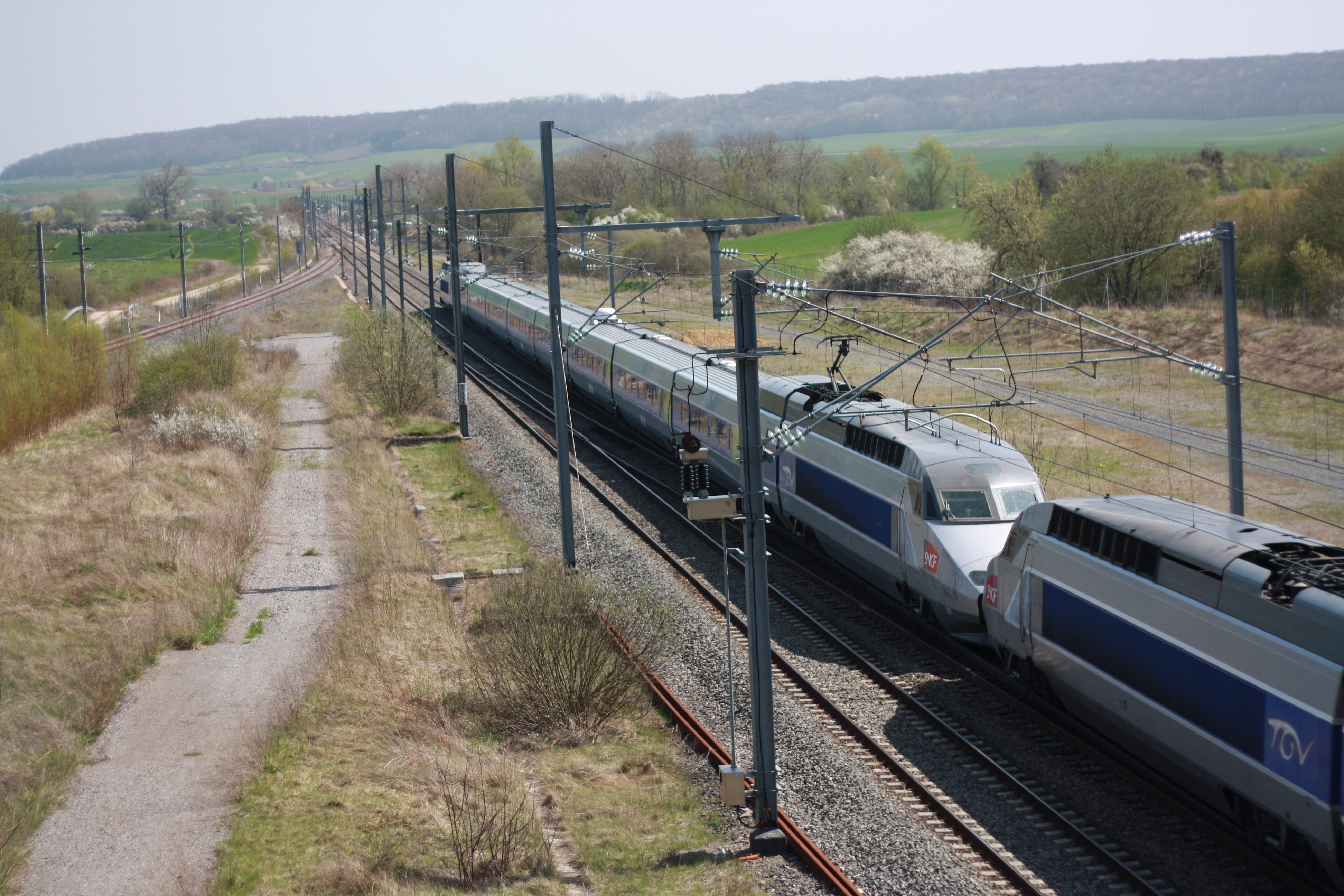
TGV venant de quitter le raccordement de Baudrecourt, et passant au droit de l'ancienne gare, en avril 2010.

Situé à l'est de la Nied française, ce village — et les champs environnants — présente la particularité d'être entouré par un ensemble ferroviaire complexe, constitué d'une ligne à grande vitesse au sud (la LGV Est européenne, faisant partie de la « Magistrale européenne »), d'une ligne classique au nord (la ligne de Réding à Metz-Ville), et de deux raccordements (nommés : Baudrecourt à l'ouest et Lucy à l'est) permettant la jonction entre les deux premières infrastructures. C'est d'ailleurs la construction du raccordement portant le nom de la commune, utilisé du 10 juin 2007 au 2 juillet 2016 par tous les TGV Paris – Strasbourg et au-delà (la LGV Est ayant été mise en service en deux phases), qui a entraîné la démolition du bâtiment voyageurs de l'ancienne gare de Baudrecourt.
| Saint-Epvre       | Vatimont    |         |
|                   | Baudrecourt | Chenois |
| Morville-sur-Nied |             | Lucy    |

### Hydrographie
La commune est située dans le bassin versant du Rhin au sein du bassin Rhin-Meuse. Elle est drainée par la Nied.
La Nied, d'une longueur totale de 96,7 km, prend sa source dans la commune de Marthille, traverse 47 communes françaises, puis poursuit son cours en Allemagne où elle se jette dans la Sarre.

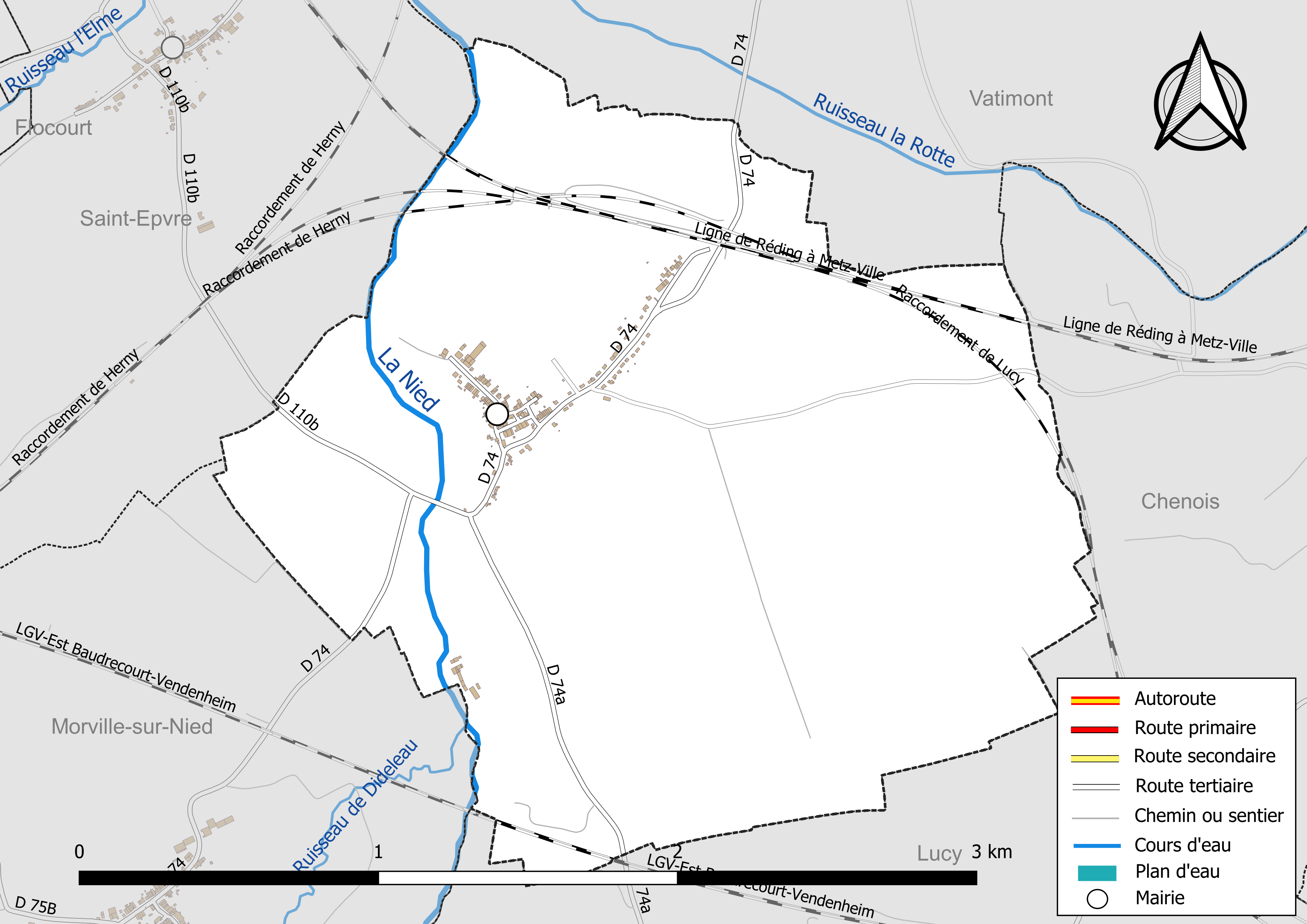
Réseaux hydrographique et routier de Baudrecourt.

La qualité de la Nied peut être consultée sur un site spécial géré par les agences de l’eau et l’Agence française pour la biodiversité. Ainsi en 2020, dernière année d'évaluation disponible en 2022, l'état écologique de la Nied était jugé moyen (jaune).

### Climat
Pour des articles plus généraux, voir Climat du Grand Est et Climat de la Moselle.
En 2010, le climat de la commune est de type climat océanique dégradé des plaines du Centre et du Nord, selon une étude du Centre national de la recherche scientifique s'appuyant sur une série de données couvrant la période 1971-2000. En 2020, Météo-France publie une typologie des climats de la France métropolitaine dans laquelle la commune est exposée à un climat semi-continental et est dans la région climatique  Lorraine, plateau de Langres, Morvan, caractérisée par un hiver rude (1,5 °C), des vents modérés et des brouillards fréquents en automne et hiver. 
Pour la période 1971-2000, la température annuelle moyenne est de 9,7 °C, avec une amplitude thermique annuelle de 16,8 °C. Le cumul annuel moyen de précipitations est de 783 mm, avec 11,4 jours de précipitations en janvier et 9,1 jours en juillet. Pour la période 1991-2020, la température moyenne annuelle observée sur la station météorologique de Météo-France la plus proche, « Lesse_sapc », sur la commune de Lesse à 4 km à vol d'oiseau, est de 10,7 °C et le cumul annuel moyen de précipitations est de 694,0 mm. 
La température maximale relevée sur cette station est de 40 °C, atteinte le 25 juillet 2019 ; la température minimale est de −20,7 °C, atteinte le 20 décembre 2009,,. 
Les paramètres climatiques de la commune ont été estimés pour le milieu du siècle (2041-2070) selon différents scénarios d'émission de gaz à effet de serre à partir des nouvelles projections climatiques de référence DRIAS-2020. Ils sont consultables sur un site spécial publié par Météo-France en novembre 2022.

## Urbanisme

### Typologie
Au 1er janvier 2024, Baudrecourt est catégorisée commune rurale à habitat dispersé, selon la nouvelle grille communale de densité à sept niveaux définie par l'Insee en 2022.
Elle est située hors unité urbaine. Par ailleurs la commune fait partie de l'aire d'attraction de Metz, dont elle est une commune de la couronne,. Cette aire, qui regroupe 245 communes, est catégorisée dans les aires de 200 000 à moins de 700 000 habitants,.

### Occupation des sols
L'occupation des sols de la commune, telle qu'elle ressort de la base de données européenne d’occupation biophysique des sols Corine Land Cover (CLC), est marquée par l'importance des territoires agricoles (93,6 % en 2018), en diminution par rapport à 1990 (100 %). La répartition détaillée en 2018 est la suivante : 
terres arables (58,4 %), prairies (35,1 %), zones urbanisées (6,4 %). L'évolution de l’occupation des sols de la commune et de ses infrastructures peut être observée sur les différentes représentations cartographiques du territoire : la carte de Cassini (XVIIIe siècle), la carte d'état-major (1820-1866) et les cartes ou photos aériennes de l'IGN pour la période actuelle (1950 à aujourd'hui).

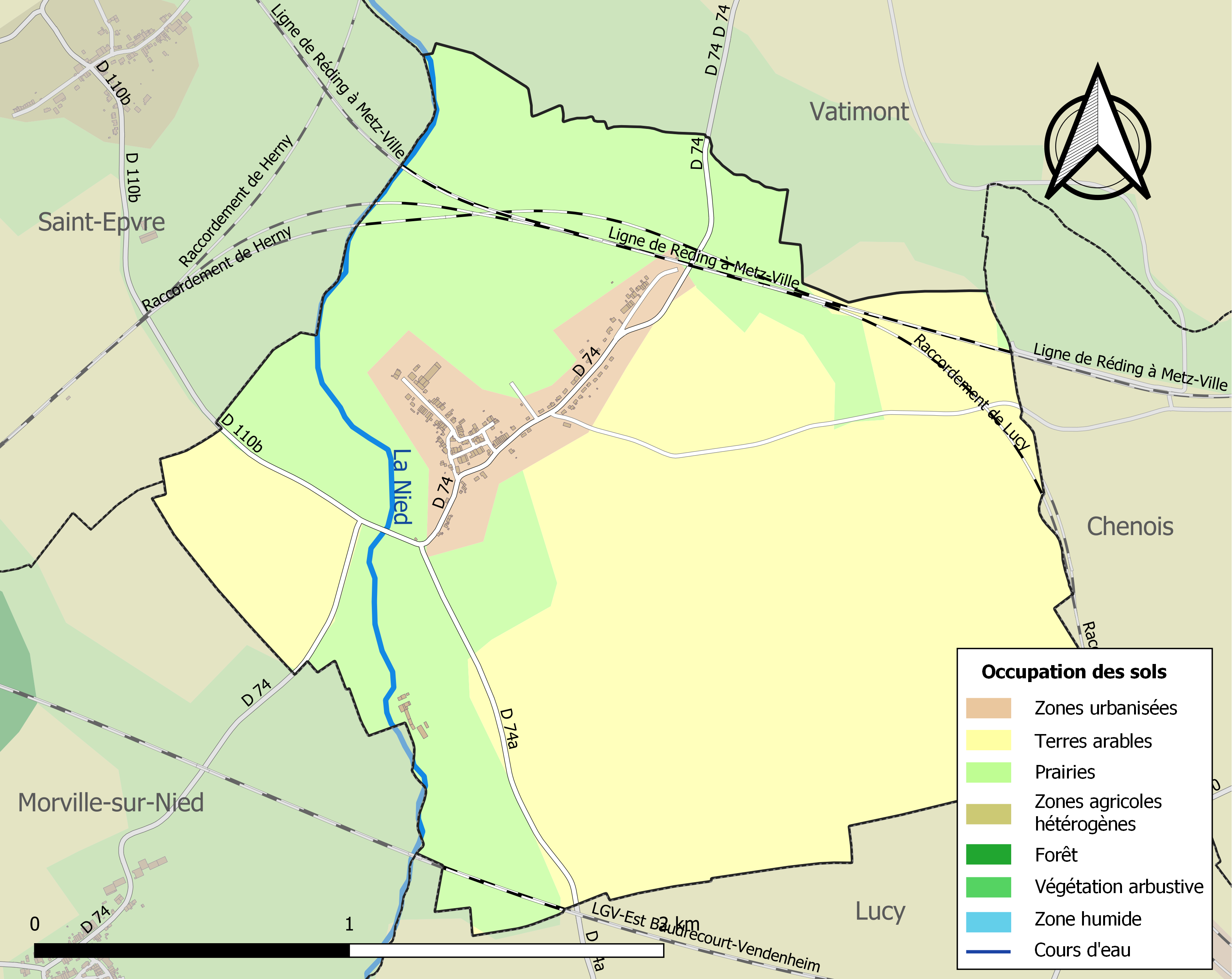
Carte des infrastructures et de l'occupation des sols de la commune en 2018 (CLC).

## Toponymie
- Baldrecurt (1192), Bauldrecourt (1500), Badrecour (1566), Baudrecourt (1793), Baldershofen (1915-1918)[réf. nécessaire].

- D'un nom de personne germanique Balther + cōrtem[15].

## Histoire

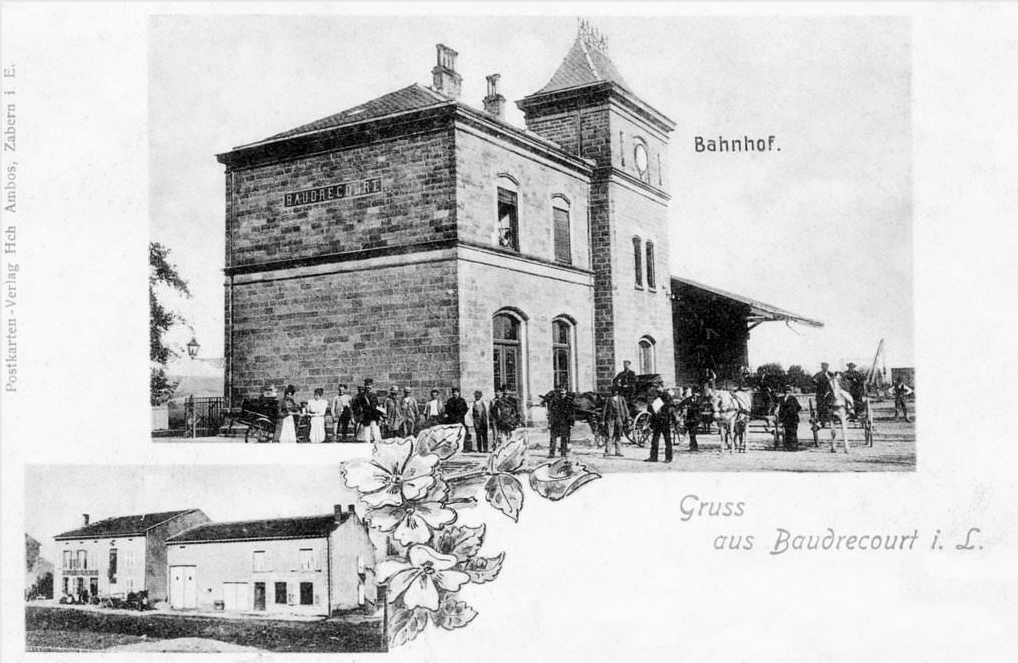
La gare de Baudrecourt, vers 1900.

- Village de l'ancien évêché de Metz qui dépendait en 1756 du bailliage et de la généralité de Metz, sous la coutume de l'évêché[16].
- Village du pays messin de la seigneurie de Morville, possession de l'abbaye de Saint-Arnoul de Metz, et des Célestins de cette même ville. Le fief de Baudrecourt relevait du marquisat de Pont-à-Mousson.
- De 1790 à 2015, Baudrecourt était une commune de l'ex-canton de Delme.

## Démographie
L'évolution du nombre d'habitants est connue à travers les recensements de la population effectués dans la commune depuis 1793. Pour les communes de moins de 10 000 habitants, une enquête de recensement portant sur toute la population est réalisée tous les cinq ans, les populations de référence des années intermédiaires étant quant à elles estimées par interpolation ou extrapolation. Pour la commune, le premier recensement exhaustif entrant dans le cadre du nouveau dispositif a été réalisé en 2006.

En 2022, la commune comptait 176 habitants, en évolution de −5,38 % par rapport à 2016 (Moselle : +0,52 %, France hors Mayotte : +2,11 %).
| 1793 | 1800 | 1806 | 1821 | 1831 | 1836 | 1841 | 1846 | 1851 |
| ---- | ---- | ---- | ---- | ---- | ---- | ---- | ---- | ---- |
| 278  | 276  | 313  | 350  | 352  | 349  | 332  | 321  | 347  |

| 1856 | 1861 | 1871 | 1875 | 1880 | 1885 | 1890 | 1895 | 1900 |
| ---- | ---- | ---- | ---- | ---- | ---- | ---- | ---- | ---- |
| 325  | 314  | 271  | 266  | 251  | 220  | 233  | 237  | 246  |

| 1905 | 1910 | 1921 | 1926 | 1931 | 1936 | 1946 | 1954 | 1962 |
| ---- | ---- | ---- | ---- | ---- | ---- | ---- | ---- | ---- |
| 259  | 257  | 223  | 221  | 213  | 205  | 198  | 183  | 188  |

| 1968 | 1975 | 1982 | 1990 | 1999 | 2006 | 2011 | 2016 | 2021 |
| ---- | ---- | ---- | ---- | ---- | ---- | ---- | ---- | ---- |
| 151  | 143  | 157  | 164  | 172  | 178  | 188  | 186  | 180  |

| 2022 | - | - | - | - | - | - | - | - |
| ---- | - | - | - | - | - | - | - | - |
| 176  | - | - | - | - | - | - | - | - |

## Culture locale et patrimoine

### Héraldique
| Blason de Baudrecourt (Moselle) | Blason  | Parti : au 1er d'or à la clef de gueules, au 2e mi-parti d'azur à l'aigle contournée d'or. |
| Blason de Baudrecourt (Moselle) | Détails |                                                                                            |

### Lieux et monuments
- Découvertes de monnaies romaines.

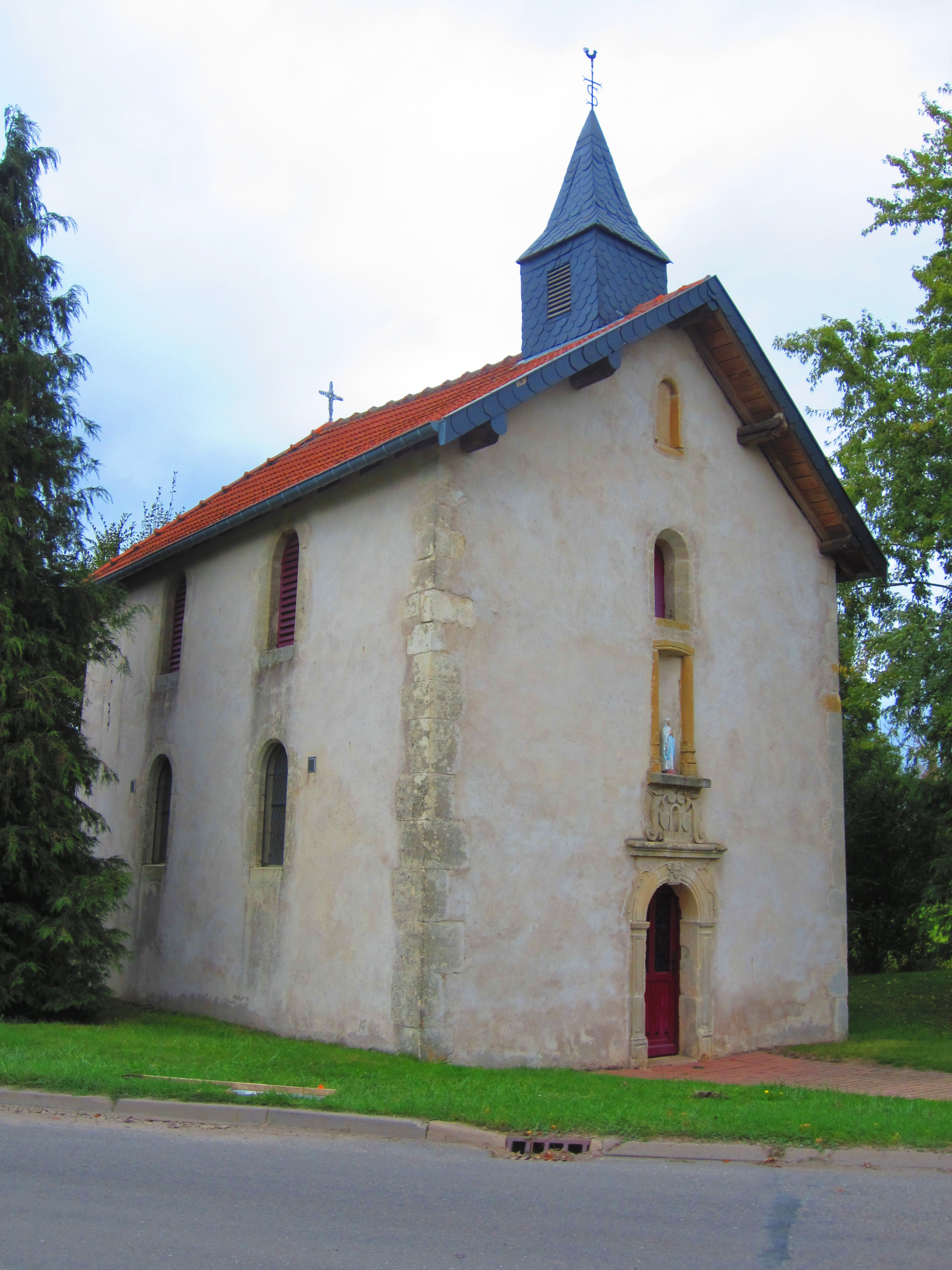
La chapelle Notre-Dame de Lorette.

- Église Saint-Pierre, XVe siècle : armoire eucharistique avec grille et oculus. L'église est classée au titre des monuments historiques par arrêté du 1er février 1889[23].
- Chapelle Notre-Dame-de-Lorette, 1578 : statue de la Vierge nourricière. Elle fut reconstruite dans la première moitié du XIXe siècle sur les ruines d'une autre chapelle dont l'existence datait, dit-on, de plus de 250 ans. Elle était desservie par les religieux Célestins de Metz, qui étaient obligés d'y venir chanter la messe le jour de la Visitation[16].

## Pour approfondir